# Bundestagsausschüsse des 15. Deutschen Bundestages
Im Folgenden sind die ständigen Bundestagsausschüsse des 15. Deutschen Bundestages (2002–2005) aufgeführt:
| Ausschuss                                                     | Vorsitz                     | Mitglieder                | SPD | CDU/CSU | Bündnis 90/ Die Grünen | FDP | Fraktions- lose |
| ------------------------------------------------------------- | --------------------------- | ------------------------- | --- | ------- | ---------------------- | --- | --------------- |
| Ausschuss für Wahlprüfung, Immunität und Geschäftsordnung     | Erika Simm                  | 15                        | 7   | 6       | 1                      | 1   |                 |
| Petitionsausschuss                                            | Karlheinz Guttmacher        | 25                        | 11  | 10      | 2                      | 2   |                 |
| Auswärtiger Ausschuss                                         | Volker Rühe                 | 37                        | 16  | 15      | 3                      | 3   |                 |
| Innenausschuss                                                | Cornelie Sonntag-Wolgast    | 38                        | 16  | 15      | 3                      | 3   | 1               |
| Sportausschuss                                                | Peter Rauen                 | 15                        | 7   | 6       | 1                      | 1   |                 |
| Rechtsausschuss                                               | Andreas Schmidt             | 33                        | 14  | 13      | 3                      | 3   |                 |
| Finanzausschuss                                               | Christine Scheel            | 33                        | 14  | 13      | 3                      | 3   |                 |
| Haushaltsausschuss                                            | Manfred Carstens            | 42                        | 18  | 17      | 4                      | 3   | 1               |
| Haushaltsausschuss                                            | Manfred Carstens            | 44 (ab 7. November 2002): | 19  | 18      | 4                      | 3   | 1               |
| Ausschuss für Wirtschaft und Arbeit                           | Rainer Wend                 | 42                        | 18  | 17      | 4                      | 3   |                 |
| Verteidigungsausschuss                                        | Reinhold Robbe              | 30                        | 13  | 12      | 3                      | 2   |                 |
| Ausschuss für Familie, Senioren, Frauen und Jugend            | Kerstin Griese              | 30                        | 13  | 12      | 3                      | 2   |                 |
| Ausschuss für Gesundheit und soziale Sicherung                | Klaus Kirschner             | 40                        | 17  | 16      | 4                      | 3   |                 |
| Ausschuss für Verkehr, Bau- und Wohnungswesen                 | Eduard Oswald               | 40                        | 17  | 16      | 4                      | 3   |                 |
| Ausschuss für Umwelt, Naturschutz und Reaktorsicherheit       | Ernst Ulrich von Weizsäcker | 33                        | 13  | 13      | 4                      | 3   |                 |
| Ausschuss für Menschenrechte und humanitäre Hilfe             | Christa Nickels             | 17                        | 7   | 7       | 2                      | 1   |                 |
| Ausschuss für Bildung, Forschung und Technikfolgenabschätzung | Cornelia Pieper             | 33                        | 14  | 13      | 3                      | 3   |                 |
| Ausschuss für wirtschaftliche Zusammenarbeit und Entwicklung  | Rudolf Kraus                | 23                        | 10  | 9       | 2                      | 2   |                 |
| Ausschuss für Tourismus                                       | Ernst Hinsken               | 15                        | 7   | 6       | 1                      | 1   |                 |
| Ausschuss für die Angelegenheiten der Europäischen Union      | Matthias Wissmann           | 33                        | 14  | 13      | 3                      | 3   |                 |
| Ausschuss für Kultur und Medien                               | Monika Griefahn             | 15                        | 7   | 6       | 1                      | 1   |                 |

1: Die Abgeordneten der PDS Petra Pau und Gesine Lötzsch haben in den Ausschüssen nur eine beratende Funktion und zählen nicht als Mitglied, da die PDS im 15. Deutschen Bundestag keine Fraktion bildet. 
Farbig markiert sind die Fraktionen, die im jeweiligen Ausschuss den Vorsitz stellen.